# Silvestriola euphorbiae
Silvestriola euphorbiae är en tvåvingeart som först beskrevs av Shinji 1939.  Silvestriola euphorbiae ingår i släktet Silvestriola och familjen gallmyggor. Inga underarter finns listade i Catalogue of Life.